# Дрёзинг
Дрёзинг (нем. Drösing) — ярмарочная коммуна (нем. Marktgemeinde) в Австрии, в федеральной земле Нижняя Австрия.
Входит в состав округа Гензерндорф. Население составляет 1163 человека (на 31 декабря 2005 года). Занимает площадь 29,49 км². Официальный код — 3 08 10.

## Политическая ситуация
Бургомистр коммуны — Йозеф Коль (СДПА) по результатам выборов 2005 года.
Совет представителей коммуны (нем. Gemeinderat) состоит из 19 мест.
- СДПА занимает 10 мест.
- АНП занимает 9 мест.